# 加布塔利乌帕齐拉
加布塔利乌帕齐拉 是孟加拉国的一个乌帕齐拉，位于拉傑沙希專區的博格拉县，加布塔利塔纳创建于1914年，后于1983年改建制为乌帕齐拉。

## 地理
加布塔利乌帕齐拉总面积为239.61平方公里（92.51平方英里）。骑北部与希布甘杰乌帕齐拉相邻，东北部与索纳塔拉乌帕齐拉相接，东部与萨里阿坎蒂毗邻，南接杜纳特乌帕齐拉，西部与沙贾汉布尔乌帕齐拉和博格拉沙达尔乌帕齐拉接壤。

## 人口
据2011孟加拉国人口普查，加布塔利乌帕齐拉共有83411户人家，总计319588人口，其中6.7%居住在城区，9.8%年龄低于五岁。 该地7岁以上人口之平均识字率为46.6%，低于全国平均值（51.8%）